# 費多里夫卡 (海尼切斯克區)
46°27′24″N 34°15′54″E / 46.45667°N 34.26500°E
費多里夫卡（烏克蘭語：Федорівка）是位於烏克蘭南部的村莊，由赫爾松州海尼切斯克區的新特羅伊茨凱市鎮負責管轄。該村始建於1923年，面積32.2平方公里，海拔高度35米，2001年人口799，人口密度每平方公里24.8人。